# Mörgen
Mörgen ist ein Ortsteil der oberschwäbischen Gemeinde Eppishausen.

## Geografie
Der Ort Mörgen liegt etwa zwei Kilometer südwestlich von Eppishausen und ist mit diesem durch eine Gemeindestraße verbunden. Die Kreisstraße MN 3 und die Staatsstraße St 2025 kreuzen sich im Ort. Am westlichen Ortsrand verläuft die Flossach, mit deren Hilfe auf dem Gemeindegebiet von zwei Wasserkraftwerken Strom erzeugt wird. Im Osten verläuft der Westerbach. Im Süden des Ortes befindet sich das Waldstück Frauenreis, im Osten das Margarethenholz. Des Weiteren gibt es im Osten ein Kieswerk auf dem Gemeindegebiet.

## Geschichte
Die erste urkundliche Erwähnung fand der Ort im Jahre 1067. Ursprünglich handelte es sich bei Mörgen um einen echten -ingen Ort und er wurde als Moringen und Möringen erwähnt. Vermutlich geht die Siedlung auf einen Maro zurück. Funde aus der Zeit um 1000 bis 500 vor Christi Geburt verweisen aber auf eine frühere Besiedelung des Gebiets. Der Ort stammt aus dem 6. Jahrhundert nach Christus. Ein Mannengeschlecht trat mit Wolfram von Moringen im Jahre 1067 hervor, der sich nach dem Ort benannte und vermutlich in Mörgen seinen Herrschaftsmittelpunkt hatte. Eine Burg, vermutlich eine Wasserburg, ist südwestlich der Kirche auf einer Ebene nachweisbar. wurde Der Ort wurde vermutlich im Laufe des 14. Jahrhunderts an Freiberg in Kirchheim verkauft. Dies ist allerdings nicht durch eine Urkunde fassbar. Seitdem teilte sich Mörgen den Herrschaftswechsel und die staatsrechtlichen Verhältnisse mit Kirchheim war jedoch als frei eigen eingestuft. Im Jahre 1492 hatte Mörgen 34 Feuerstätten. Im Jahre 1551 kam Mörgen zusammen mit Kirchheim in Schwaben an die Fugger, die den Ort erst 1809 der bayerischen Krone als Lehen überstellten. Grundbesitzer waren ferner das Hochstift Augsburg, das Kloster St. Mang in Füssen, das Kloster Ursberg und die Kirchengemeinde St. Stephan in Mindelheim. Diese blieben allerdings ohne Hoheitsrechte. Der erste Lehrer wurde im Ort 1764 erwähnt. 1969 wurde die Schule in die Verbandschule Kirchheim eingegliedert. Das Kirchheimer Bauernschießen nahm seinen Ausgang im Ort, als 1785 die Menschen sich gegen die Oberherrschaft auflehnten. Der Wirt oder Müller Thomas Baur aus Mörgen wurde als Hauptanführer des Aufruhrs genannt.
Im Zweiten Weltkrieg fielen 18 Soldaten, 12 werden vermisst. Am 27. April 1945 griffen die Amerikaner den Ort mit der Artillerie an, dabei brannten zwei landwirtschaftliche Anwesen ab. Die Nachkriegszeit war durch einen relativ starken Zuzug von Menschen geprägt. So stieg die Zahl der Wohnungen von 53 im Jahr 1945 auf 79 im Jahre 1982. Eine Flurbereinigung fand in den Jahren 1963 bis 1967 statt.

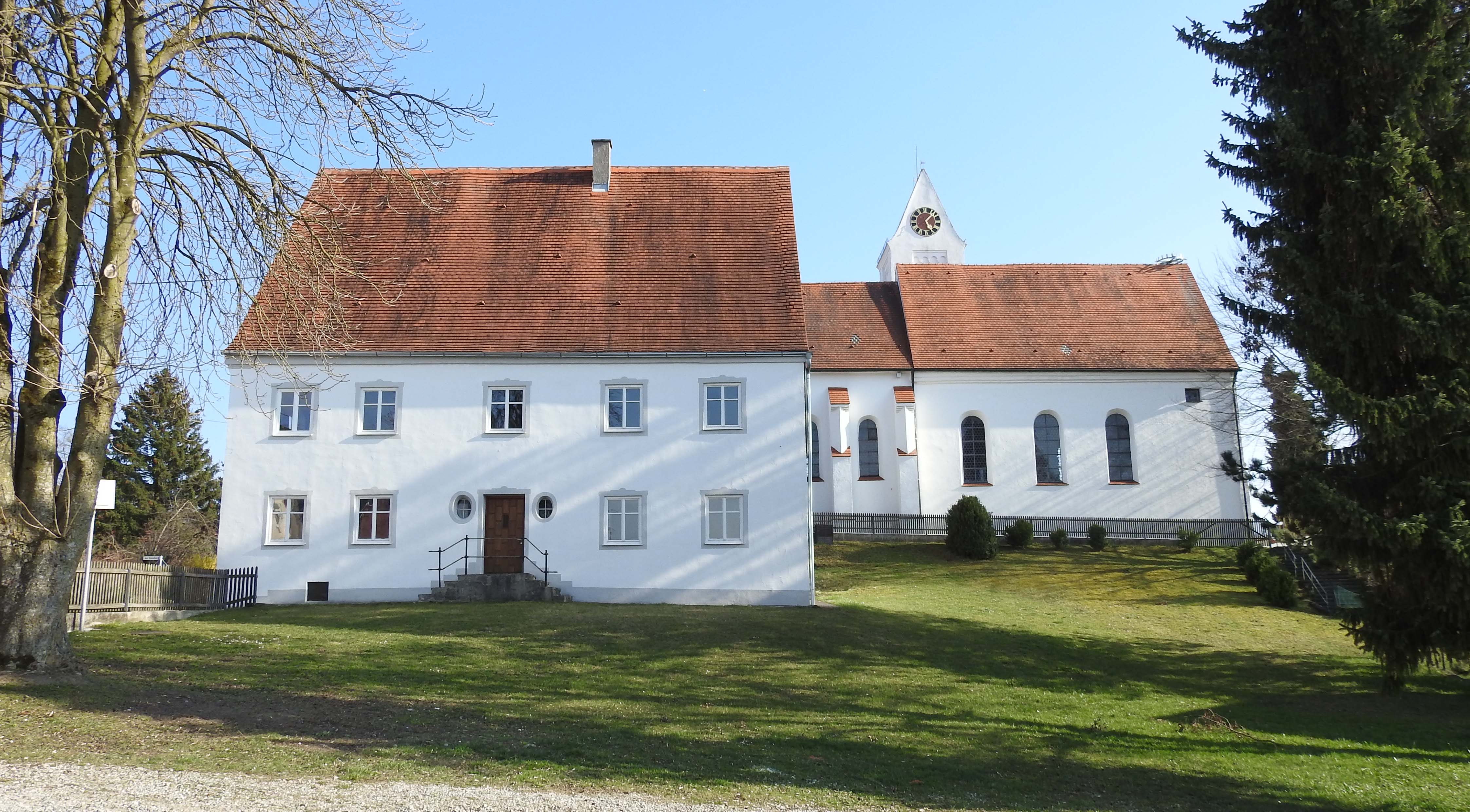
Pfarrhaus und Kirche in Mörgen

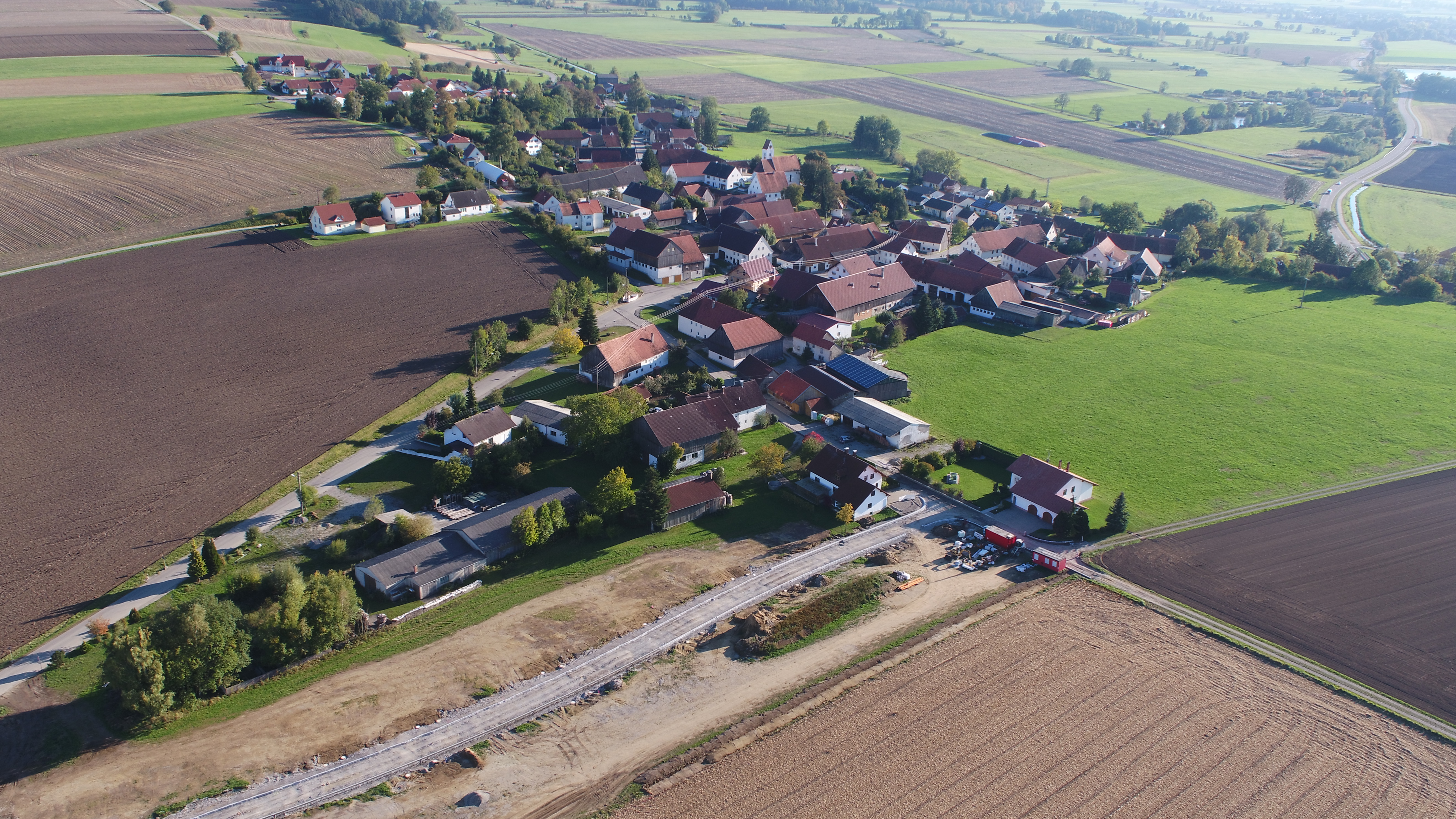
Mörgen (Luftaufnahme)

Zu Mörgen gehörte die abgegangene Kleinsiedlung Ganhausen auf dem südlichsten Teil der Flur.
Am 1. Mai 1978 wurde das bis dahin selbständige Mörgen in die Gemeinde Eppishausen eingegliedert.

## Sehenswürdigkeiten
In Mörgen befindet sich die Kirche St. Georg, deren älteste Teile aus dem 14. / 15. Jahrhundert stammen.